# Anul fără vară
Anul fără vară, cunoscut și ca anul sărăciei și Eighteen hundred and froze to death (tradus din limba engleză: anul o mie opt sute-mori înghețat), a fost 1816, anul în care anomaliile grave a climatului de vară au distrus culturi întregi în nordul Europei, statele americane nord-estice și estul Canadei. Istoricul John D. Post a numit acest eveniment „ultima mare criză de supraviețuire din lumea occidentală”. Temperaturile de vară înregistrate în Europa au fost cele mai reci din perioada 1766-2000.

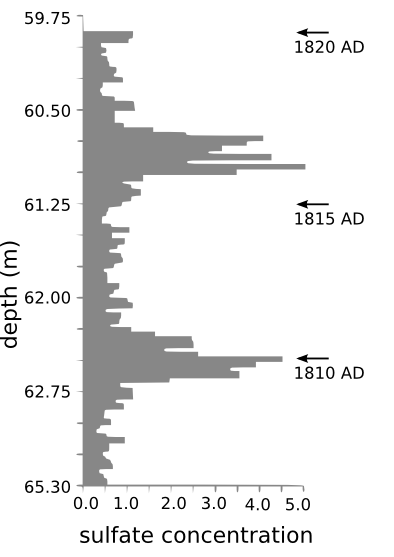
Recidive ale compușilor cu sulfat din gheața din Groenlanda. Vârfurile corespund erupției Vulcanului Tambora din 1816 și unui vulcan necunoscut pentru 1810.

Astăzi se știe că bizareriile climatice au fost cauzate de erupția vulcanului Tambora, pe insula Sumbawa din actuala Indonezie (pe atunci Indiile Orientale Olandeze), care a avut loc între 5 și 15 aprilie 1815, o erupție care a aruncat cantități mari de cenușă vulcanică în straturile mai îndepărtate din atmosferă. În 1812 vulcanul Soufrière de pe Saint Vincent, în Caraibe, și Muntele Mayon, în Filipine, în 1814, au răspândit deja praf și gaze abundente în atmosferă. Așa cum se întâmplă în urma erupțiilor vulcanice majore, temperaturile globale au scăzut pe măsură ce lumina soarelui trecea cu greu prin atmosferă. Mai mult, aceste fenomene s-au suprapus unei perioade în care s-a verificat Minimul lui Dalton, timp în care se presupune că Soarele produce mai puțină energie. În acea perioadă, în plus, așa-numita mica eră glaciară era încă în desfășurare, o perioadă de răcire generală a planetei care a început în Evul Mediu și a durat până în 1850. Toate aceste evenimente au determinat scăderea temperaturilor medii globale cu 0,4–0,7°C

## Descriere
Anomaliile climatice neobișnuite din 1816 au avut cel mai rău efect în nord-estul Statelor Unite, Provinciile Maritime și Newfoundland din Canada, și în nordul Europei. De obicei primăvara și vara târzie în acele regiuni americane sunt relativ instabile, dar niciodată reci: temperaturile minime scad rar sub 5°C, iar zăpada în timp de vară în acele părți din America de Nord este extrem de rară, deși lapovița cade uneori în mai.
În mai 1816, însă, gheața a distrus cea mai mare parte a culturilor; în iunie, două furtuni majore de zăpadă au lovit estul Canadei și Noua Anglie, ucigând mulți oameni; în plus, la începutul lunii iunie aproape 30 de centimetri de zăpadă au acoperit Québecul, iar în iulie și august lacurile și râurile s-au înghețat în Pennsylvania, iar alte trei valuri de frig au lovit Noua Anglie distrugând toate legumele, cu excepția celor care nu sunt foarte sensibile la frig. Schimbările rapide și bruște ale temperaturii au fost frecvente.
Drept urmare, s-a înregistrat o creștere semnificativă a prețurilor de cereale. Mari furtuni, ploi anomale și inundații ale marilor râuri europene (inclusiv Rinul) sunt atribuite erupției, precum și prezența gheții în augustul anului 1816. Erupția Vulcanului Tambora a fost și cauza, în Ungaria, a căderii de zăpadă „murdară” și unui eveniment similar întâmplat în Italia, unde zăpada roșie a căzut timp de aproximativ un an, probabil datorită cenușii prezente în atmosferă. Un episod similar s-a verificat și în Maryland.
Efectele au fost răspândite și au durat dincolo de iarnă. În vestul Elveției, verile anilor 1816 și 1817 erau atât de reci, încât s-a format un baraj de gheață sub o limbă a Ghețarului Giétro, în Valea Bagnes. În ciuda eforturilor inginerului Ignaz Venetz de a drena lacul în creștere, barajul de gheață s-a prăbușit catastrofal în iunie 1818, omorând 40 de oameni.

## Efecte
Europa, care se refăcea după Războaiele Napoleoniene, avea să sufere de o lipsă de hrană: au apărut revolte alimentare și multe depozite de cereale au fost jefuite în Marea Britanie și Franța. Violența a fost mai gravă în state fără ieșire la mare, precum Elveția, al cărui guvern a fost obligat să declare starea de urgență națională. Lipsa de furaje l-a inspirat pe Karl Drais să caute noi mijloace de transport fără utilizarea cailor, ceea ce a dus la inventarea așa-numitei Dandy Horse, un fel de velociped, prototipul bicicletei moderne (și motocicletei) și care a dat un impuls decisiv dezvoltării mijloacelor de transport motorizate personale.
Oamenii săraci au suferit cel mai mult în această perioadă. Temperaturile scăzute și ploile abundente au avut ca rezultat recolte eșuate în Marea Britanie și Irlanda. Familii întregi din Țara Galilor au parcurs distanțe lungi cerșind mâncare. Foametea a predominat în nordul și sud-vestul Irlandei, în urma lipsei de grâu, ovăz și recoltelor de cartofi. În Germania, criza a fost severă. Prețurile produselor alimentare au crescut brusc în toată Europa.Oamenii flămânzi au demonstrat în fața piețelor de cereale și brutăriilor. Ulterior, revolte, incendii și jafuri au avut loc în multe orașe europene. În unele ocazii, revoltații purtau bannere cu inscripția „pâine sau sânge”. Deși revoltele au fost frecvente și în perioadele de foamete anterioare, revoltele alimentare din 1816 și 1817 au avut cele mai ridicate niveluri de violență de la Revoluția Franceză. Aceasta a fost cea mai grea foamete din Europa continentală a secolului al XIX-lea.
Conform unei ipoteze formulate de J.D. Post de la Universitatea Northeastern, frigul a fost responsabil, într-un fel, pentru prima pandemie de holeră din lume. Textele medicale descriu că, înainte de 1816, holera era limitată în zona Râului Gange, în timp ce foametea din acel an a contribuit la o epidemie în Bengal, care s-a răspândit apoi în Afganistan și Nepal. După ce s-a mutat în Marea Caspică, epidemia a ajuns în Occident, apărând în Marea Baltică și Orientul Mijlociu. Răspândirea bolii a fost lentă, dar constantă. Între anii 1816-1819 au avut loc epidemii majore de febră tifoidă în unele părți ale Europei, inclusiv Irlanda, Italia, Elveția și Scoția, fiind agravate de subnutriție și foamete provocată de Anul Fără Vară. Peste 65.000 de oameni au murit pe măsură ce boala s-a răspândit și în Irlanda și în restul Marii Britanii.
În China s-a verificat o foamete masivă. Inundațiile au distrus multe culturi. Sezonul musonilor a fost perturbat, rezultând în inundații de mari proporții în Valea Yangtze. În India, musonul de vară întârziat a provocat ploi torențiale târzii care au agravat răspândirea holerei, care s-a extins dintr-o regiune din apropierea Gangei din Bengal până în Moscova. Fortul Shuangcheng, aflat acum în Heilongjiang, a înregistrat câmpurilor și prin urmare abandonul acestora.
Din punct de vedere artistic și cultural, zăpada neîncetată din iulie 1816, în timpul unei veri umede și nemaivăzute, i-a obligat pe Mary Shelley, George Gordon Byron, John Polidori și prietenii lor să rămână în interiorul Vilei Diodati de lângă Lacul Geneva, în timpul vacanței petrecute în Elveția. Prin urmare au decis să concureze pentru cine ar fi scris povestea cea mai înfricoșătoare, și astfel Mary Shelley a scris Frankenstein sau un Prometheus modern și Byron A fragment, operă folosită de Polidori ulterior drept inspirație pentru a scrie romanul Vampirul. Nivelurile ridicate de cenușă din atmosferă au făcut ca apusurile din acel an să fie spectaculoase, imortalizate în tablourile lui William Turner.